# ジャン＝ギヨーム・ブリュギエール

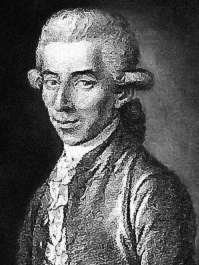
ジャン＝ギヨーム・ブリュギエール

ジャン＝ギヨーム・ブリュギエール（Jean-Guillaume Bruguière、 1749年か1750年生まれ - 1798年10月）はフランスの博物学者、動物学者、探検家である。軟体動物の分野の研究で知られる。

## 略歴
モンペリエで医師の息子に生まれた。はじめ医学を学ぶが植物学と動物学に転じた。1773年にフランス海軍のイヴ＝ジョゼフ・ド・クルゲラン＝トレマレックの率いた、南インド洋の探検航海に参加した。この航海ではケルゲレン諸島が発見され、その報告はブリュギエールが書いた。
モンペリエに戻った後、科学文芸協会（Société des Sciences et Belles-Lettres）の会員となり、地域の炭鉱から採取された化石の研究もした。軟体動物の研究を行い、貝類も含む軟体動物の事典"Tableau Encyclopédique et Méthodique des trois Règnes de la Nature: vers, coquilles, mollusques et polypes divers"　の最初の巻を執筆し、これは1788年にパリで出版された。1792年に"Journal d'Histoire Naturelle" を創刊した動物学者のジャン＝バティスト・ラマルクや昆虫学者のギヨーム＝アントワーヌ・オリヴィエと友人になった。
オリヴィエが博物学標本を集めるための中東への探検を計画しブリュギエールに同行を持ちかけ、2人は1792年に出発した。イスタンブールに渡った後、ギリシャ、エジプトを旅し、バグダッド、ケルマーンシャー、テヘランを旅し、テヘランではペルシャの王、ファトフ・アリー・シャーとナポレオンとの同盟に交渉にかかわった。ギリシャの島などを訪れた後、帰途中に、イタリアのアンコーナで病没した 。
多くの動物の種について、没後の1827年に3巻となって出版された、"Tableau Encyclopédique et Méthodique"　で記載した。1792年に "Histoire Naturelle des Vers" を出版したが、これも未完となり、デンマーク生まれのヴァス(Christian Hee Hwass）が編集を続けた。
ヒルギ科の植物の属名、Bruguiera（和名:オヒルギ属）に献名されている。

## 著作
- Histoire Naturelle des Vers. Encyclopédique Méthodique, Paris 1789
- Tableau Encyclopédique et Méthodique des Trois Règnes de la Nature. Contenant l’Helminthologie, ou les Vers Infusoires, les Vers Intestins, les Vers Mollusques, etc, Paris 1791
- Histoire Naturelle des Vers. (1792)
- Tableau Encyclopédique et Méthodique des Trois Règnes de la Nature. Dix Neuvieme Partie, Paris 1797
- Tableau Encyclopédique et Méthodique des trois Règnes de la Nature : vers, coquilles, mollusques et polypes divers, posthum (1827)